# جويل إي سيغل
جويل إي سيغل (Joel E. Siegel)، (1940- 11 اذار 2004) كان أستاذا للغة الإنجليزية وانتاج الأفلام السينمائية في جامعة جورج تاون، وناقد سينمائي، وموسيقي، ومنتج أغاني، وشاعر غنائي. فاز بجائزة جرامي لأفضل ملاحظات البوم عام 1993 مع باك كلايتون وفيل تشاب، لملاحظاتهم على صندوق مجموعة بيلي هوليدي، عطلة بيلي الكاملة في فيرف (1945-1959).
تلقى سيغل درجة البكالوريوس من جامعة كورنيل عام 1962، ودرجة الماجستير والدكتوراه في اللغة الإنجليزية من جامعة نورث وسترن. كتب سيغل لمجلة جاز تايمز، ومجلة واشنطونيان، وواشنطن نيتوركس، وصحيفة واشنطن سيتي، وواشنطن تربيون. وكان مؤلف دراسة عام 1973 للمنتج السينمائي ڤال ليوتون، فال ليوتون: حقيقة الإرهاب.
عمل كمنتج لألبومات شيرلي هورن وباتي ويكس.
عمل أستاذا في جامعة جورج تاون حتى عام 1998، واقام في ارلينغتون بولاية فيرجينيا. توفي عن عمر يناهز 63 عاما بسبب التهاب السحايا في العمود الفقري مخلفا وراءه والدية، شيرمان وميريام دانزينغر سيغل، وشقيقة جوديث سيغل بوم .وكان مثلي الجنس علنا.